# Ихорой (тайп)
Ихорой (чечен. ИхӀарой) — один из чеченских тайпов с родовым центром в селе Ихарой Чеберлоевского района. Входят в тукхум (социально-экономический союз) Чеберлой. Тайп имеет свою родовую гору Ихорой-лам.
Чеченский исследователь-краевед, педагог и народный поэт А. С. Сулейманов, зафиксировал представителей тайпа в следующих населённых пунктах: Бачи-Юрт, Ойсхара.

## История
В «Записки Кавказского отдела Императорского русского географического общества. Кн. 18.- Тифлис, 1895.» сообщается о том, что ихаройцы часто конфликтовали с соседними андийцами, которые пытались захватить земли ихаройцев.

## Галерея

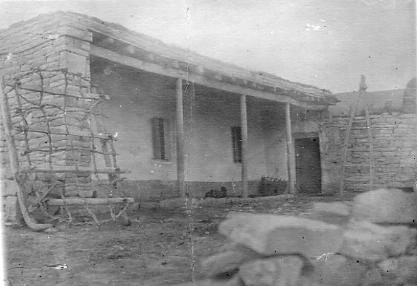
Нагорные сани стоят у жилого дома в ауле Ихорой
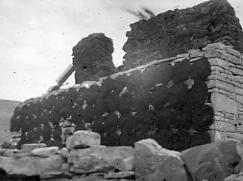
Сушка навоза на стене дома в ауле Ихорой
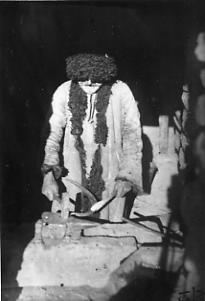
Старик за кузнечной работой в ауле Ихорой
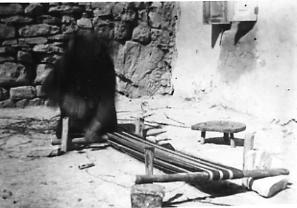
Навивание основы для тканья в ауле Ихорой
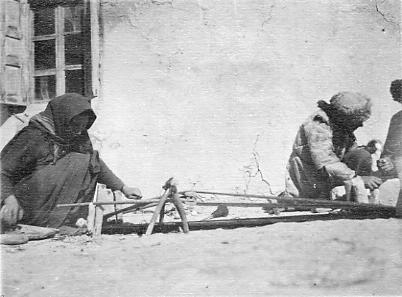
Женщина за стацким станком в ауле Ихорой